# ホルスト・ファイステル
ホルスト・ファイステル（ホルスト・フェイステル、英: Horst Feistel、1915年1月30日 - 1990年11月14日）は、暗号研究者であり、IBMで暗号の設計に携わり、そこでの研究が1970年代のDES (Data Encryption Standard) 開発を導いた。

## 生涯
1915年ベルリンで生まれ、1934年にアメリカ合衆国へ移住。第二次世界大戦中は軟禁状態とされたが、1944年1月31日にはアメリカの市民権を得た。その後は1950年代までアメリカ空軍の研究所 (AFCRC) で敵味方識別装置 (IFF) の開発に携わった。その後MITのリンカーン研究所、MITREコーポレーションと移っていき、最後にIBMに勤務するようになった。そこでの暗号の研究で広く知られるようになった。IBMでの研究がLuciferという暗号に結実し、それがDESの元になった。民間でのブロック暗号研究の先駆者の1人である。
ファイステルの名はFeistel構造に残っている。これは、DESのようなブロック暗号を構築する一般的手法である。
ファイステルはMITで学士号を取得し、ハーバード大学で修士号を取得している。どちらも物理学である。1945年、Leona Gage と結婚し、娘 (Peggy) をもうけている。